# The Golden Section
The Golden Section ist das dritte Soloalbum des ehemaligen Ultravox-Sängers John Foxx. Es erschien 1983 auf Virgin Records.

## Entstehung
Gemäß seinen Liner-Notes zum Kompilationsalbum Assembly war Foxx 1983 gelangweilt vom seiner Wahrnehmung nach einheitlichen Sound aktueller Musikveröffentlichungen und begab sich auf die Suche nach seinen musikalischen Wurzeln: „Beatles, church music, psychedelia, The Shadows, The Floyd, The Velvets, Roy Orbison, Kraftwerk and cheap pre-electro europop“ Erstmals seit Systems of Romance (1978) arbeitete Foxx wieder mit einem Produzenten zusammen: Co-produziert wurde das Album von Bernd „Zeus B.“ Held, der in den 1970ern als Pianist und Songwriter der Krautrockband Birth Control tätig war und sich kurz zuvor als Produzent in London selbständig gemacht hatte. Entstanden ist The Golden Section in Foxx’ eigenem „The Garden“-Studio, das er 1981 für die Aufnahmen zu The Garden in einem Landhaus in Surrey eingerichtet hatte und mit dem er in den Keller eines viktorianischen Gebäudes im Londoner Stadtteil Shoreditch, das er sich mit dem Bildhauer Denis Masi, dem Fotografen Pete Mackevitch und dem Filmemacher Chris Gabrin teilte, umgezogen war.
Ende 1983 begab sich Foxx auf eine als „The Golden Section Tour“ bezeichnete Tournee, seine erste als Solokünstler, um das Album zu promoten. Aufnahmen zweier Konzerte in London wurden 2002 im Rahmen der Doppel-Live-CD The Golden Section Tour + The Omnidelic Exotour veröffentlicht.

## Titelliste
1. My Wild Love (3:45)
2. Someone (3:30)
3. Your Dress (4:26)
4. Running Across Thin Ice With Tigers (5:37)
5. Sitting at the Edge of the World (4:23)
6. Endlessly (4:18)
7. Ghosts on Water (3:12)
8. Like a Miracle (5:10)
9. The Hidden Man (5:44)
10. Twilight’s Last Gleaming (4:24)

Als Singles ausgekoppelt wurden Endlessly und Your Dress. Die Titel verblieben drei bzw. vier Wochen in den UK-Charts und erreichten die Positionen 66 bzw. 61.
Das Album wurde 2001 und 2008 wiederaufgelegt. Dabei wurden jeweils unterschiedliche Bonustracks hinzugefügt:

### Neuauflage von 2001, Edsel
1. Dance With Me (3:29)
2. The Lifting Sky (4:28)
3. Annexe (3:10)
4. Wings and a Wind (5:15)
5. A Kind of Wave (3:37)
6. A Woman on a Stairway (4:29)

### Neuauflage von 2008, Edsel
1. Endlessly (single version) (3:52)
2. My Wild Love (early version) (2:48)
3. A Long Time (alternative version) (5:04)
4. Annexe (3:10)
5. Sitting at the Edge of the World (alternative version) (3:59)
6. A Kind of Wave (3:38)
7. Twilight’s Last Gleaming (early version) (3:51)
8. Running Across Thin Ice With Tigers (extended mix) (5:50)
9. A Woman on a Stairway (4:26)
10. The Lifting Sky (4:50)
11. Shine on Me (3:46)
12. Young Man (2:56)
13. Wings and a Wind (5:17)
14. The Hidden Man (alternative version) (4:41)
15. Dance With Me (3:30)
16. Endlessly (alternative extended mix) (6:03)

## Rezeption
Steven Grant und Brad Reno von Trouser Press erinnert das Album an die psychedelische Spätphase der Beatles. Sie bescheinigen Foxx schillernde Kreativität jenseits von Klischees, kritisieren aber seinen Gesang.

## Chartplatzierungen
Das Album selbst verblieb drei Wochen in den Charts und erreichte Platz 27.
| ChartsChartplatzierungen     | Höchstplatzierung | Wochen |
| ---------------------------- | ----------------- | ------ |
| Vereinigtes Königreich (OCC) | 27 (3 Wo.)        | 3      |